# Мунтян Іван Миколайович
Іван Миколайович Мунтян (нар. 21 жовтня 1969, с. Опришени, Глибоцький район, Чернівецька область) — український політик, голова Чернівецької обласної організації партії Батьківщина, голова Чернівецької облради з 1 грудня 2015 по 17 грудня 2020 року.

## Освіта
Закінчив Опришенську ЗОШ, відслужив у армії СРСР.
Закінчив Чернівецький університет ім. Федьковича за спеціальністю «Менеджмент організацій» (економічний факультет).
У 2010 р. здобув другу вищу освіту за спеціальністю «Автомобільні шляхи та аеродроми» в Інституті економіки та бізнесу Національного транспортного університету.
У 2010 р. закінчив магістратуру Буковинської державної фінансової академії за напрямком «Державне управління».

## Трудова діяльність
- 1992–1997 — бригадир у колгоспі с. Кам'янка Глибоцького району.
- 1997–2002 — заступник директора з комерційних питань в МПП «Комфорт» м. Чернівці.
- 2002–2004 — заступник голови Чернівецької обласної ради, голова РК Єврорегіону «Верхній Прут».
- 2006–2008 — генеральний директор НВП «МІМ».
- 2007–2010 — радник голови Чернівецької обласної ради.
- З лютого 2008 р. до квітня 2010 р. — начальник Служби автомобільних доріг у Чернівецькій області.

## Політика
Обирався депутатом Чернівецької обласної ради III, IV, V, VI, VII та VIII скликань з 1998 року.
У 2007, 2012, 2014 рр. — кандидат у народні депутати України. На парламентських виборах 2014 р. був № 31 у виборчому списку партії «Батьківщина».
Член ВО «Батьківщина» з 2005 року. З червня 2008 р. — консультант по роботі з національними меншинами у Виконавчому секретаріаті Політичної ради ВО «Батьківщина».
З грудня 2010 року в.о. голови, з липня 2011 року — обласною конференцією обраний головою Чернівецької обласної організації ВО «Батьківщина».
Член Політичної ради партії ВО «Батьківщина».
З 1 грудня 2015 по 17 грудня 2020 року — голова Чернівецької обласної ради. 29 лютого 2020 року був тимчасово відсторонений від посади судом. 17 грудня став депутатом обласної ради від партії Батьківщина.

## Розслідування
Івана підозрюють в отриманні неправомірної вигоди. За даними слідства, в липні 2019 року він вимагав у чернівецького підприємця 400 тис. $ за допомогу в передачі в оренду оздоровчого комплексу.
29 лютого 2020 Апеляційна палата Вищого антикорупційного суду відсторонила Мунтяна від обов'язків голови Чернівецької обласної ради до завершення досудового розслідування терміном до 4 квітня 2020.

## Нагороди
Подяка Президента України (1999), Почесна грамота голови Чернівецької обласної державної адміністрації (2001), Подяка Президента України (2009), Почесна відзнака «Буковина» (2009).

## Сім'я
Народився у багатодітній родині, де виховували 13 дітей. Найстарший у родині.
Одружений, виховує трьох синів.

## Релігійні погляди
Він член однієї з п'ятидесятницьких громад міста Чернівці.